# Alcalá la Real (Gerichtsbezirk)
Der Gerichtsbezirk Alcalá la Real ist einer der zehn Gerichtsbezirke in der Provinz Jaén.
Der Bezirk umfasst 4 Gemeinden auf einer Fläche von 641,06 km² mit dem Hauptquartier in Alcalá la Real.

## Gemeinden
| Gemeinde                      | Einwohner (2024) | Fläche km² | Dichte Einw./km² | Cod INE | Postleitzahl |
| ----------------------------- | ---------------- | ---------- | ---------------- | ------- | ------------ |
| Alcalá la Real                | 21.581           | 261,36     | 83               | 23002   | 23680        |
| Alcaudete                     | 10.243           | 236,81     | 43               | 23003   | 23660        |
| Castillo de Locubín           | 3.840            | 102,55     | 37               | 23026   | 23670        |
| Frailes                       | 1.551            | 40,34      | 38               | 23033   | 23690        |
| Gerichtsbezirk Alcalá la Real | 37.215           | 641,06     | 58               | –       | –            |